# باشگاه فوتبال سان لوئیس
باشگاه فوتبال سان لوئیس یک باشگاه فوتبال حرفه‌ای مکزیکی از شهر سان لوئیس پوتوسی، مکزیک بود. این باشگاه در سال ۱۹۵۷ تأسیس شد. سان لوئیس بازی‌های خانگی خود را در ورزشگاه آلفونسو لاستراس رامیرز برگزار می‌کرد. در ۲۸ مه ۲۰۱۳ تأیید شد که تیم به توکسلا گوتیرس، مکزیک منتقل می‌شود و به باشگاه فوتبال چیاپاس تغییر نام می‌دهد.